# Swingers – Ein unmoralisches Wochenende

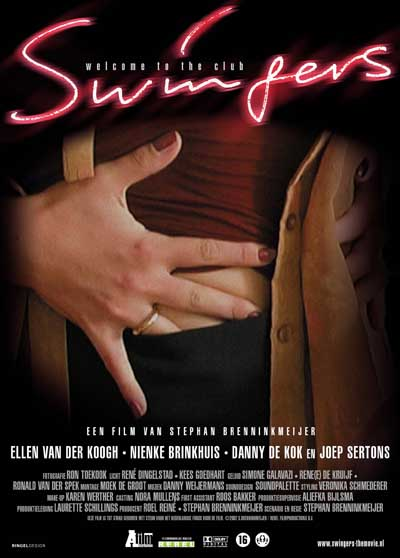
Filmposter

Swingers – Ein unmoralisches Wochenende ist ein niederländischer Spielfilm des Regisseurs Stephan Brenninkmeijer aus dem Jahr 2002.
Im deutschen Fernsehen läuft er auch unter dem Titel Swingers – Sex auf Bestellung.

## Handlung
Diana und Julian haben all ihre Träume verwirklicht, eine erfolgreiche Karriere, ein schönes Haus, ein gesichertes Einkommen. Doch in ihrer Ehe hat sich allmählich Langeweile eingeschlichen. Um ihr Sexleben ein wenig aufzupeppen, antworten sie auf eine Anzeige in einem Swinger-Blatt.
Als Treffpunkt haben sie die Villa von Dianas Eltern ausgewählt. Voll nervöser Ungeduld erwarten sie die Ankunft der Gäste, den Arzt Timo mit seiner Frau Alex, die beide bereits über Partnertausch-Erfahrungen verfügen. Besonders Alex genießt den fröhlichen Partnertausch in vollen Zügen. Doch als sie beginnt, gleichzeitig mit Julian und Diana zu flirten, fühlt Timo sich provoziert.
Schließlich kommt es zum Höhepunkt der Nacht. Während Timo sich distanziert, übernimmt Alex die Szene und ein flotter Dreier beginnt. Als die Drei jedoch ein Geräusch aus dem Badezimmer hören, sehen sie nach und finden den tränenüberströmten Timo. Sexuelle Aktivitäten finden nicht mehr statt.
Am nächsten Morgen, Alex und Timo haben getrennt geschlafen und wollen eigentlich gleich abreisen, nutzen dann aber den zweiten Tag, um ihren Ehestreit zu führen. Beide beziehen die Gastgeber in ihren Streit ein, um Eifersucht zu wecken, in der Hoffnung, das Unausgesprochene zu forcieren. Damit richten sie sich selbst zugrunde, aber Diana, die als nervöse Frau das Wochenende begann, entpuppt sich als die Stärkere.
Am Ende erklärt Timo, dass er mit dem Swingerleben Schluss machen wolle. Diana und Julian dagegen stehen gerade erst am Anfang.

## Kritiken
Das Lexikon des internationalen Films schrieb, der Film sei „trotz explizierter Sexszenen ein souverän ausgelotetes Psychodrama“, das „als Vier-Personen-Kammerspiel“ inszeniert sei und „nicht vordergründig an der Zurschaustellung von Sex interessiert“ sei. Dem Film ginge es um die „seelischen Untiefen, in denen sich die Personen befinden“.